# زي الجيش الألماني (1935-1945)

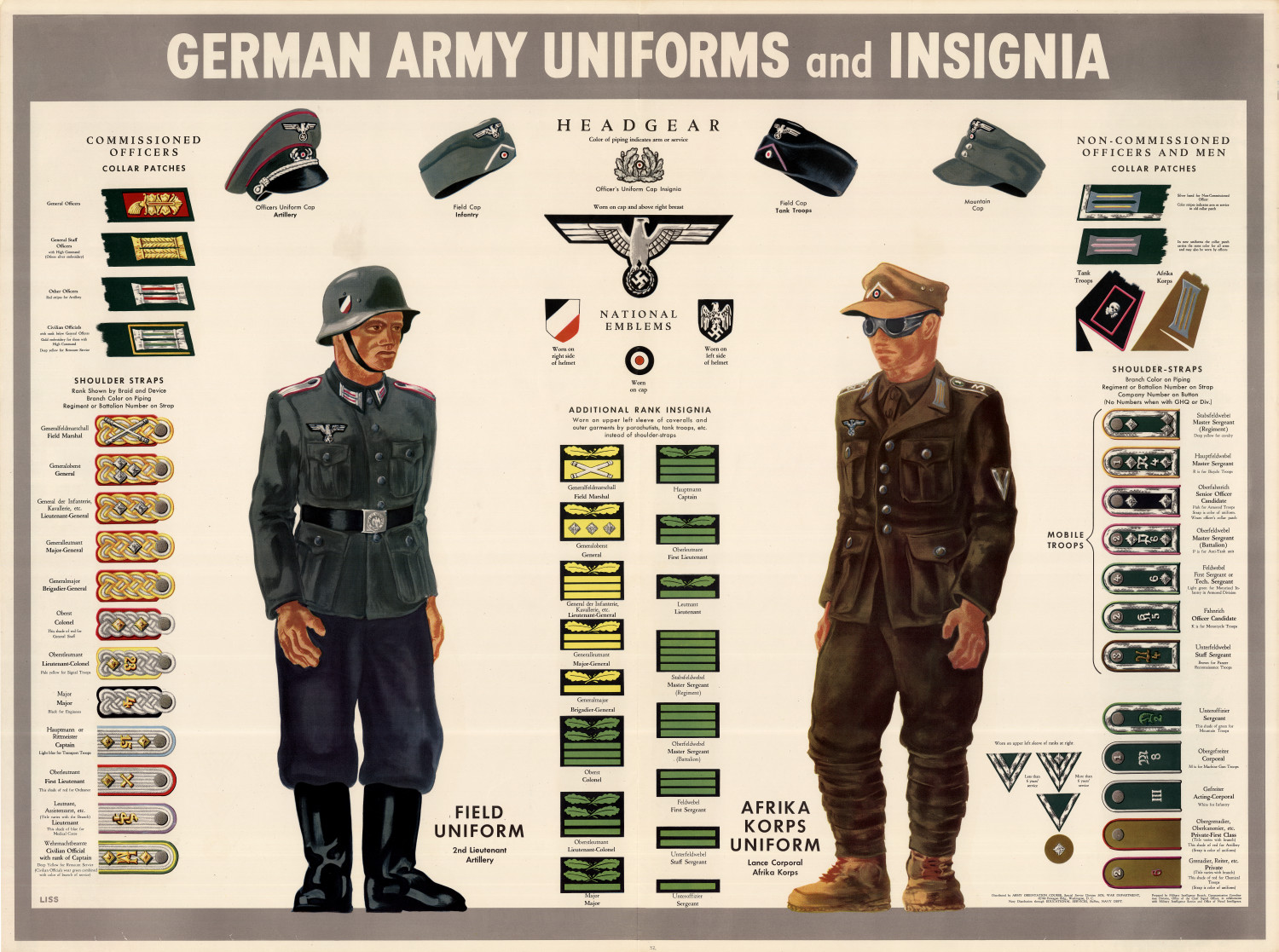
ملصق ملون يوضح شارات الجيش الألماني وشاراته وقبعاته وأزياءه. يحتوي الملصق على شخصين: أحدهما جندي ألماني يرتدي الزي الرسمي الأخضر الرمادي والأخر لجندي ألماني يرتدي الزي المدرسي الأخضر الزيتوني الاستوائي (Afrika Korps). كما تم تصوير الشعارات الوطنية التي تلبس على القبعات.

فيما يلي لمحة عامة عن الزي الرسمي لهير، والذي استخدمه الجيش الألماني قبل وأثناء الحرب العالمية الثانية.
لم يتم تحديد مصطلحات مثل M40 وM43 من قبل الفيرماخت، ولكنها أسماء تُعطى للإصدارات المختلفة من طراز 1936 تونك الحقل بواسطة جامعي الحديث ، للتمييز بين الاختلافات ، حيث تم تبسيط M36 وتعديله بشكل ثابت بسبب مشاكل وقت الإنتاج و تجربة قتالية. [بحاجة لمصدر]

## الشارة

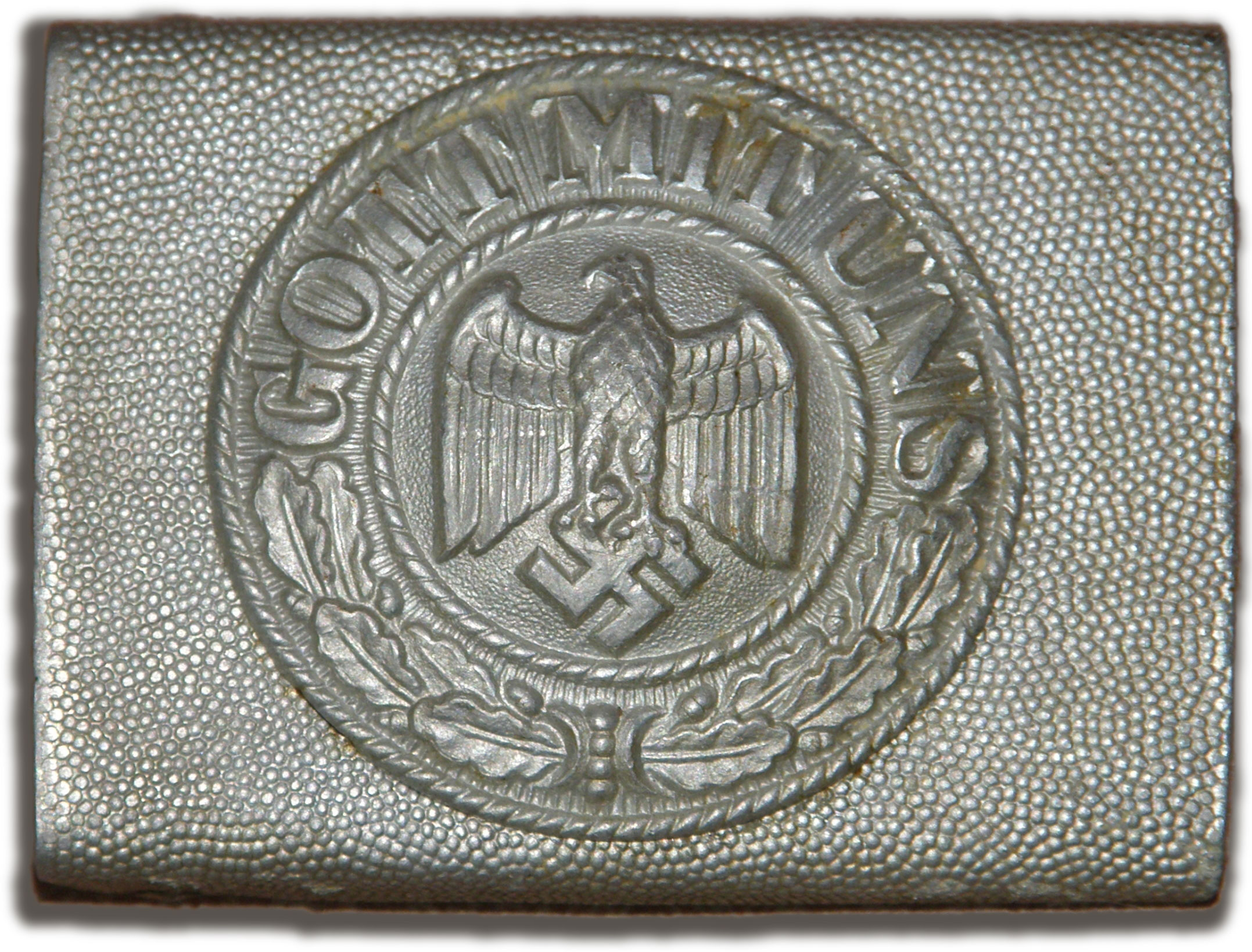
مشبك حزام الجيش

للحصول على ميداليات، انظر أوسمة ونياشين وميداليات ألمانيا النازية

## الميدان والخدمة الموحدة

### سترةالميدان (فيلدبلوز)

#### موديل 1936

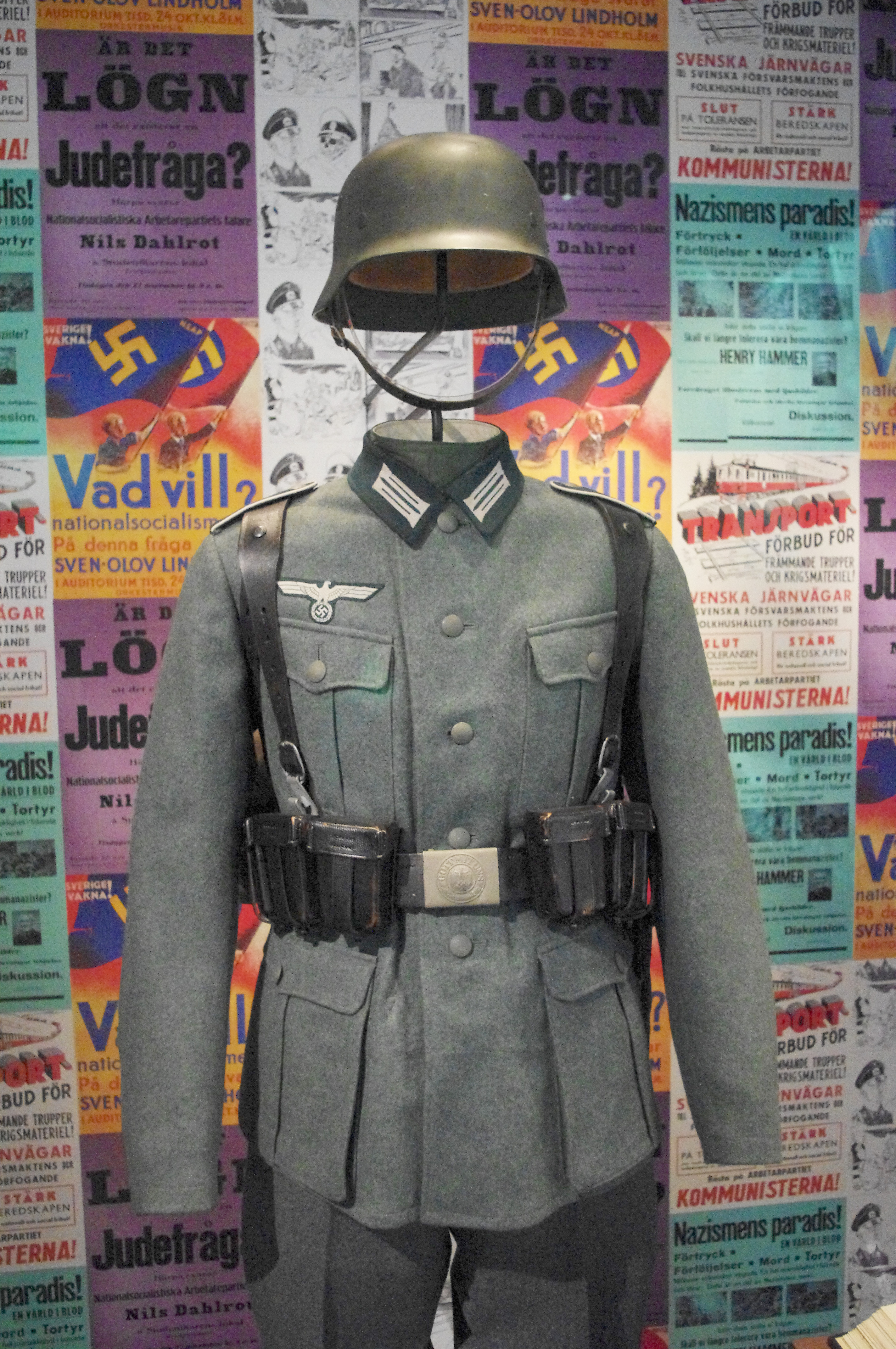

عندما وصل النازيون إلى السلطة في أوائل عام 1933، كان الرايخويهر، القوات المسلحة لجمهورية فايمار، على وشك الانتهاء من مشروع مدته عامان لإعادة تصميم جيش فيلدبلوز (بلوزة الميدان). ابتداءً من ذلك العام، تم إصدار سترة جديدة إلى الرايخويهرثم إلى الفيرماخت هير سريع النمو، على الرغم من استمرار تغييرات طفيفة في التصميم حتى ظهور Heeres Dienstanzug Modell 1936.